# Vuelve (canción de Ricky Martin)
«Vuelve» es el título de una balada interpretada por el artista puertorriqueño-estadounidense Ricky Martin, se incluyó en su cuarto álbum de estudio, Vuelve (1998). La canción fue escrita por Franco De Vita, mientras que la producción estuvo a cargo de K.C. Porter y Draco Rosa. Las compañías discográficas Sony Discos y Columbia Records la lanzaron a las estaciones de radio el 12 de enero de 1998 como sencillo principal del álbum. Una power ballad en español y una canción de pop latino con elementos de rock y gospel, trata sobre el verdadero amor del cantante, quien le da sentido a su vida. Recibió críticas generalmente positivas de los críticos musicales, quienes elogiaron sus letras románticas y la voz de Martin.
«Vuelve» fue nominada a Canción Pop del Año en la 11ª Entrega Anual de los Premios Lo Nuestro y ganó el premio a la Pista del Año de Pop Latino Airplay en los Premios Billboard de la Música Latina de 1999. La canción fue un éxito comercial, alcanzando el número uno en ocho países, incluidos Perú y Venezuela, así como en las listas Hot Latin Tracks, Latin Pop Airplay y Tropical Airplay Billboard en los Estados Unidos. El vídeo musical que lo acompaña fue filmado en Ennis House en Los Ángeles, California, y dirigido por Wayne Isham. Muestra a Martin interpretando la canción en varias áreas de la casa. La pista se incluyó en las listas de canciones de todas las giras de Martin. De Vita grabó su propia interpretación de «Vuelve» en su álbum de estudio Segundas partes también son buenas (2002) y varios concursantes de varios programas de talentos musicales han versionado la canción, incluida La Mole.

## Antecedentes y lanzamiento

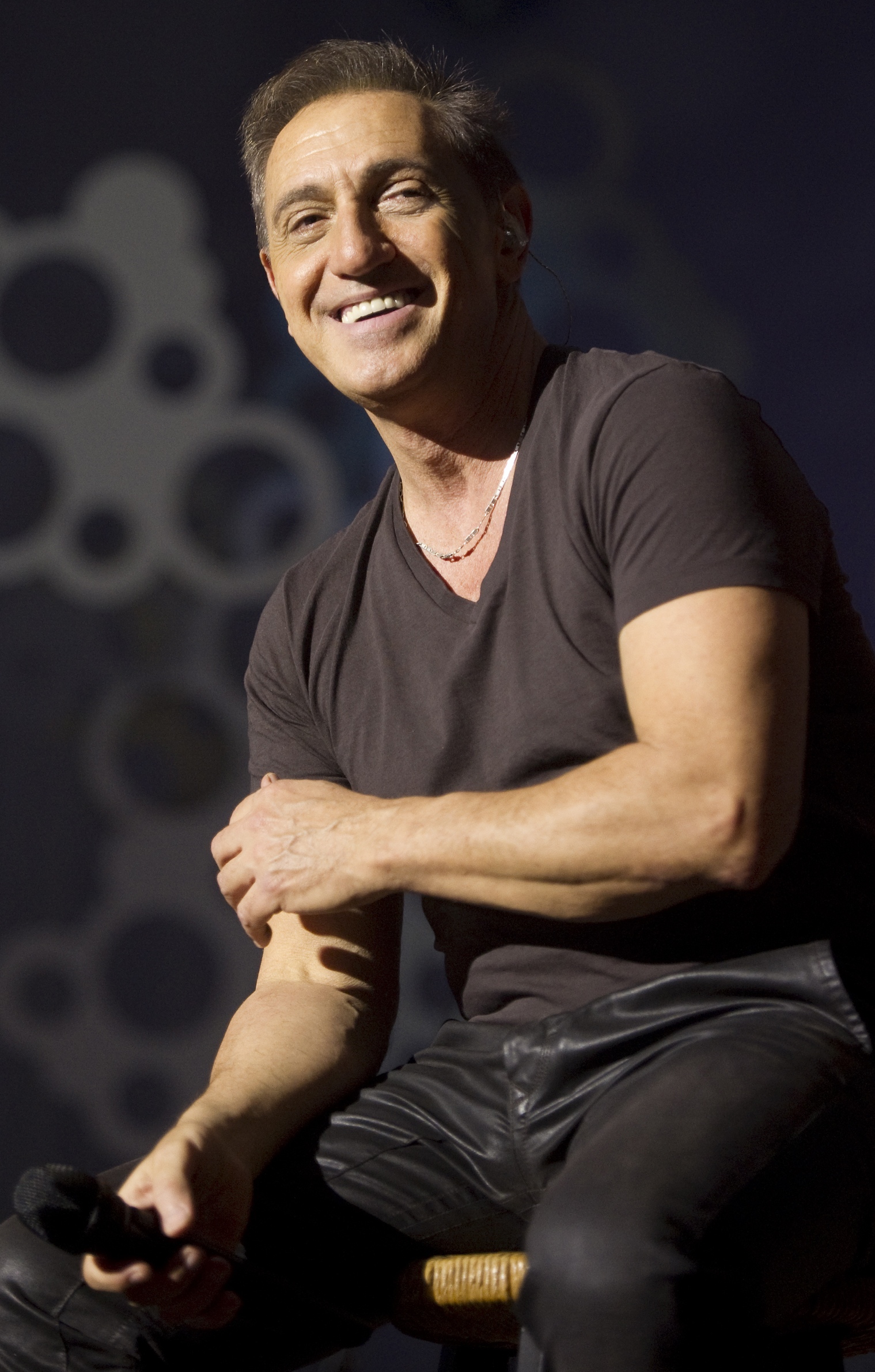
«Vuelve» fue escrita por el cantautor ítalo-venezolano Franco De Vita y fue lanzada como sencillo principal del álbum. Más tarde, De Vita versionaría la canción en su álbum de estudio Segundas partes también son buenas (2002).

En 1995, Ricky Martin lanzó su tercer álbum de estudio, A medio vivir. En él, pasó de sus composiciones tradicionales de estilo balada a una fusión más arriesgada de música centrada en sonidos tradicionales latinos, personificada en la canción «María». Sorprendidos por el estilo musical tan diferente, los ejecutivos de su sello discográfico sintieron que la canción arruinaría la carrera de Martin. A pesar de esto, «María» fue elegido como segundo sencillo del álbum y se convirtió en un gran éxito, alcanzando el número uno en Francia, España, Alemania, Bélgica, Holanda, Suiza, Finlandia, Italia, Turquía y toda Sudamérica. Hasta 2014, A medio vivir había vendido más de tres millones de copias en todo el mundo. Mientras estaba de gira en 1997, Martin regresó al estudio y comenzó a grabar material para su cuarto álbum de estudio. Dijo que la experiencia de hacer giras y grabar al mismo tiempo fue "brutal e increíblemente intensa". En diciembre El 7 de diciembre de 1997, Martin confirmó que estaba completando su próximo proyecto y que el álbum sería lanzado en febrero del año siguiente. Trabajó en el álbum con los productores KC Porter y Rosa, y lo grabó en estudios de Estados Unidos, Puerto Rico y España.
El título del álbum, Vuelve, fue anunciado el 25 de enero de 1998. En entrevista con CNN en Español, enfatizó que el disco iba a "reafirmar la internacionalización de mi carrera y sé que me ayudará mucho a destruir los estereotipos que puedan existir con mi cultura". El álbum consta principalmente de números de baile latino "candentes" y baladas pop "melodramáticas". «Vuelve» fue lanzado como sencillo principal del álbum en enero. 26, 1998. Mientras que « La copa de la vida» fue lanzado como sencillo principal del álbum en los mercados asiático y europeo, «Vuelve» fue lanzado como tercer sencillo en Austria y Alemania el 2 de diciembre de 1998. La pista se incluyó como segunda pista en el cuarto álbum de estudio de Martin, Vuelve, lanzado el 12 de febrero de 1998, La canción también se agregó más tarde a los álbumes recopilatorios de Martin La Historia (2001), 17 (2008), Personalidad (2015), y Esencial (2018). De Vita grabó su propia versión de la canción en su álbum de estudio Segundas partes también son buenas (2002), con un "sonido claramente rockero". Cuando a De Vita le preguntaron por qué hacía su propia interpretación de la canción en una entrevista con El País, aclaró que no estaba compitiendo con Martín y simplemente quería darle al tema "otro punto de vista".

## Música y letras
«Vuelve» fue escrita por el cantautor ítalo-venezolano Franco De Vita, mientras que su producción estuvo a cargo de KC Porter y Rosa. Una poderosa balada en español y una canción de pop latino con "armonías de rock lento", es una canción de amor romántica "sensual" con un coro de gospel. La pista dura un total de cinco minutos y ocho segundos. Líricamente, «Vuelve», que se traduce como "Come Back" en inglés, es para el "amor verdadero" de Martin, quien, según él, le da sentido a su vida. En una entrevista de 2007 con Estudio Billboard, De Vita recordó que llevaba 10 años escribiendo la canción cuando Martin le pidió que compusiera un tema para el álbum. Anteriormente había colaborado con Martin componiendo la canción principal del álbum anterior. En la canción, Martín canta: "Vuelve, que sin ti la vida se me va. Vuelve, que me falta el aire si tú no estás. Vuelve, nadie ocupará tu lugar" ("Vuelve, sin ti mi vida se va. Vuelve, falta el aire si no estás aquí. Vuelve, nadie ocupará tu lugar.")

## Recepción de la crítica
«Vuelve» ha recibido críticas generalmente positivas por parte de los críticos musicales. John Lannert de la revista Billboard describió la pista como "conmovedora", mientras que David Wild de Rolling Stone la mencionó como "encantadora". Un autor de Radio Cooperativa lo llamó "puro romanticismo", y Vilma Maldonado de The Monitor calificó el gancho de la canción como "instantáneo e inolvidable" y su letra "cálidamente romántica". En la revista Vista, Carmen Teresa Roiz consideró «Vuelve» una "obra brillante y melódica". Para The Dallas Morning News, Mario Tarradell elogió su estribillo "sexy" y consideró que "aprovecha al máximo su poderosa voz". Aunque reconoció el éxito de la canción en las listas musicales, la editora del Miami Herald, Leila Cobo, criticó «Vuelve» como una de las "pistas más débiles" del álbum. Sin embargo, en un artículo de 2018 para Billboard, Cobo reflexionó sobre «Vuelve» y lo citó como un ejemplo de que el pop latino había sido anteriormente un "juego de cantantes" y remarcó: "[...] gracias a Dios por canciones como ' Si no te hubieras ido ', 'Vuelve' o 'Un buen perdedor': ¿cómo podríamos haber sobrevivido al dolor de otra manera?" Ernesto Lechner ' Los Angeles Times declaró que el "delicado piano eléctrico y el coro himno" de la canción harían que su álbum principal "muy probablemente sobreviva la prueba del tiempo".
Carlos Mario Castro de El Sabanero X nombró a «Vuelve» Martín como la mejor canción, calificándola de "genial sin duda". Continuó elogiándolo por resaltar "la capacidad vocal de Ricky Martin". Un autor de Cultura Colectiva lo nombró "el mejor himno del desamor" de Martin y afirmó: "Incluso si tu corazón está en un buen lugar, esta canción es genial para cantar a todo pulmón". En una revisión retrospectiva de las canciones latinas que alcanzaron el número uno en 1998, la editora de Billboard, Jessica Roiz, afirmó que Martin "hizo que todos derramaran una lágrima" en «Vuelve». En 2015, el personal de Univision clasificó la canción como la sexta mejor balada de Martin. De igual forma, la chilanga Claudia González Alvarado la calificó como su sexta mejor balada en 2021. Apareció en la lista de "Éxitos imperdibles" de Ricky Martin de MDZ Online, que un escritor describió como "creativos", y Amanda Mitchell la mencionó como una de las 13 "mejores canciones de Ricky Martin para agregar a la lista de reproducción de su fiesta" en Oprah Daily.. MTV Argentina también la calificó como una de las mejores canciones de Martín en 2020. En su reseña para Vogue de 2021, Esteban Villaseñor clasificó la canción entre las más populares de Martin.

### Reconocimientos
Greta Álvarez de BuzzFeed colocó a «Vuelve» en el número cinco de la lista de "17 canciones que todos cantamos en los 90 y que nunca pudimos olvidar". En honor al Mes Nacional de la Herencia Hispana en 2017, los Grammy publicaron una lista de "11 canciones de artistas puertorriqueños", en la que «Vuelve» encabezó la lista. En la XI Edición Anual de los Premios Lo Nuestro, la canción fue nominada en la de Canción Pop del Año, la cual fue otorgada a «La copa de la vida» de Martin. En la sexta edición de los Premios Billboard de la Música Latina del mismo año, «Vuelve» ganó el premio Latin Pop Airplay Track of the Year y fue nominado a Hot Latin Track of the Year, pero perdió ante "Por mujeres como tú" de Pepe Aguilar. La canción fue reconocida como una de las canciones con mejor interpretación del año en el campo Pop/Balada en los Premios Latinos ASCAP 1999. 

## Desempeño comercial
«Vuelve» es una de las canciones de mayor éxito comercial de Martin en su carrera. En América Latina alcanzó el número uno en Costa Rica El Salvador, Guatemala, Honduras, Nicaragua, Perú, Puerto Rico, y Venezuela. También alcanzó el puesto número cinco en Panamá y en la lista de baladas de México. En Estados Unidos, «Vuelve» debutó en el número cinco del Billboard Hot Latin Tracks en la semana del 14 de febrero de 1998. El sencillo alcanzó la cima de la lista dos semanas después, sucediendo a «My Heart Will Go On» de Céline Dion, convirtiéndose en el primer éxito número uno de Martin en la lista. Estuvo dos semanas consecutivas en este puesto siendo reemplazado por «No sé olvidar» de Alejandro Fernández. «Vuelve» terminó 1998 como la cuarta canción con mejor interpretación de 1998. El tema también alcanzó la cima de las listas Latin Pop Airplay y Tropical Airplay. En la lista anterior, pasó un total de tres semanas en esta posición y fue la canción con mejor interpretación del año. En noviembre de 1999, fue etiquetada como una de las "pistas más candentes" de Sony Discos en una lista que incluía las canciones más exitosas lanzadas por el sello desde el lanzamiento de la lista Billboard Hot Latin Tracks en 1986.

## Video musical
El vídeo musical de «Vuelve» fue filmado en Ennis House en Los Ángeles, California, y dirigido por el director estadounidense Wayne Isham. Al comienzo del video, Martín está de cara a la lluvia. Posteriormente aparece interpretando el track en diversos espacios de la casa. Carlos Mario Castro de El Sabanero X describió lo visual como "simple pero de alta calidad". Cristal Mesa de Mitú lo nombró como el mejor video musical número 24 de Martin en su lista de 2018 y comentó que "el cantante de rostro fresco estaba derritiendo corazones con su rostro terso y su cabello extra estilizado". Un autor de Cultura Colectiva lo incluyó entre los "13 videos para apreciar el talento y la asquerosa apariencia de Ricky Martin". Posteriormente se incluyó en los álbumes recopilatorios de videos de Martin The Ricky Martin Video Collection (1999), La Historia (2001), y 17 (2008). El video musical se subió al canal de YouTube del cantante el 3 de octubre de 2009 y ha recibido más de 90 millones de visitas hasta septiembre de 2021

## Actuaciones en vivo y apariciones en medios

Juan Luis Guerra (en la foto) interpretó una versión de bachata de «Vuelve» en 2006.

El día después de lanzar el álbum, Martin realizó dos conciertos con entradas agotadas en el Estadio Hiram Bithorn de Puerto Rico, con capacidad para 30.000 personas, el 13 y 14 de febrero de 1998, respectivamente, donde interpretó «Vuelve». Fue incluido como parte del setlist del "Vuelve Tour", y giras posteriores incluyendo el Livin' la Vida Loca Tour, One Night Only with Ricky Martin, Música + Alma + Sexo World Tour, Ricky Martin Live, Live in Mexico, One World Tour, All In, el Movimiento Tour, y el Live in Concert de Enrique Iglesias y Ricky Martin. También interpretó «Vuelve» junto a sus otros éxitos durante las ediciones 48, 55 y 61 del Festival Internacional de la Canción de Viña del Mar en 2007, 2014 y 2020, respectivamente. Se grabó y grabó una versión en vivo de «Vuelve» como parte de su set de MTV Unplugged en Miami, Florida, el 17 de agosto de 2006. Esta versión de «Vuelve» alcanzó el número siete en Chile según Associated Press. Luego, el artista promocionó MTV Unplugged con el Black and White Tour, que incluyó cuatro shows con entradas agotadas en el Coliseo José Miguel Agrelot de Puerto Rico. Los conciertos en Puerto Rico quedaron recopilados en su segundo álbum en vivo Ricky Martin... Gira Live Black & White (2007) que incluye su interpretación de «Vuelve». De Vita incluyó «Vuelve» en el repertorio de su Gira Libre en 2017.
El cantautor dominicano Juan Luis Guerra interpretó una versión de bachata en vivo de la canción en la gala de Persona del Año de la Academia Latina de la Grabación, donde Martin fue honrado con el galardón en 2006 y la interpretación de Guerra recibió la mayor cantidad de aplausos. «Vuelve» ha sido versionada por varios concursantes en diversos concursos de talentos musicales. Andrea López y Jonathan González interpretaron la canción en la tercera temporada de Cantando por un sueño en 2011. Al año siguiente, La Mole la interpretó en su cuarta temporada junto a Natalie Scalzadonna. Ese mismo año, Gonzalo Andrada cubrió la pista de la primera temporada ' La Voz Argentina. En su tercera temporada en 2021, Alex Freidig y Oscar Rojas compitieron en una batalla de versiones de la canción, que ganó Freidig. También en 2021, Yohan Amparo interpretó el tema en la primera temporada de La Voz Dominicana. Antes del lanzamiento del sencillo, «Vuelve» sirvió como tema principal de la telenovela mexicana Sin ti, que se estrenó el 8 de diciembre de 1997.

## Formatos y listados de pistas
|  | Austrian CD single 1. «Vuelve» – 5:08 2. "Entre el Amor y los Halagos" – 4:20 German CD maxi-single 1. «Vuelve» – 5:08 2. "Entre el Amor y los Halagos" – 4:20 3. "Vuelo" – 3:58 4. "Susana" – 4:54 | Mexican 7" single 1. «Vuelve» – 5:08 2. "La Copa de la Vida" – 4:29 Mexican promotional single 1. «Vuelve» – 5:08 |

|  | Austrian CD single 1. «Vuelve» – 5:08 2. "Entre el Amor y los Halagos" – 4:20 German CD maxi-single 1. «Vuelve» – 5:08 2. "Entre el Amor y los Halagos" – 4:20 3. "Vuelo" – 3:58 4. "Susana" – 4:54 | Mexican 7" single 1. «Vuelve» – 5:08 2. "La Copa de la Vida" – 4:29 Mexican promotional single 1. «Vuelve» – 5:08 |

## Créditos y personal

### Personal
- Ricky Martin - vocalista, intérprete asociado
- Franco De Vita - compositor, letrista
- Robi Draco Rosa - productor, coros, ingeniero de grabación
- K.C. Porter - productor, piano David Campbell - arreglista
- Kieran Murray - ingeniero asistente
- Rafa Sardina – asistente de ingeniero
- Teresa Cassin – ingeniera asistente
- Scott Kieklak - ingeniero asistente
- Robert Valdez - ingeniero asistente
- Paul Gordon - ingeniero asistente
- Bill Smith - ingeniero asistente
- Luis Villanueva – ingeniero asistente
- Alberto Pino – ingeniero asistente
- Dave Domínguez – ingeniero asistente
- Francisco "Panchoî" – ingeniero asistente
- Tomaselli - ingeniero asistente
- Gene Lo - ingeniero asistente
- Iris Salazar – ingeniera asistente
- Jeff Shannon - ingeniero asistente
- Jorge M. Jaramillo – ingeniero asistente
- Juan Rosario – ingeniero asistente
- Jules Condar - ingeniero asistente, ingeniero de grabación
- Julia Waters - voz de fondo
- Phil Perry - voz de fondo
- Ricky Nelson - voz de fondo
- John West - voz de fondo
- Darryl Phinnessee - voz de fondo
- Josie Aiello - voz de fondo
- Oren Waters - voz de fondo
- Carmen Twillie - voz de fondo
- Stefanie Spruill - voz de fondo
- James Gilstrap - voz de fondo
- Kristle Murden - voz de fondo
- Marlena Jeter – coros
- Bunny Hill - voz de fondo
- GB Dorsey - coros
- Jackeline Simley - voz de fondo
- Katrina Harper - voz de fondo
- Martonette Jenkins - voz de fondo
- Maxine Jeter - voz de fondo

© MCMXCVIII. Sony Music Entertainment Inc.

## Gráficos
| Chart (1998)                       | Máxima posición |
| ---------------------------------- | --------------- |
| Costa Rica (Notimex)               | 1               |
| El Salvador (Notimex)              | 1               |
| Guatemala (Notimex)                | 1               |
| Honduras (Notimex)                 | 1               |
| Mexico Ballads (Notimex)           | 5               |
| Nicaragua (Notimex)                | 1               |
| Panamá (Notimex)                   | 5               |
| Perú (Notimex)                     | 1               |
| Puerto Rico (Notimex)              | 1               |
| Estados Unidos (Hot Latin Songs)   | 1               |
| Estados Unidos (Latin Pop Airplay) | 1               |
| Estados Unidos (Tropical Airplay)  | 1               |
| Venezuela (Record Report)          | 1               |

| Chart (2007)             | Máxima posición |
| ------------------------ | --------------- |
| Chile (Associated Press) | 7               |

| Chart (1998)                       | Posición |
| ---------------------------------- | -------- |
| U.S. Hot Latin Tracks (Billboard)  | 4        |
| U.S. Latin Pop Airplay (Billboard) | 1        |

| Chart (1998)                       | Máxima posición |
| ---------------------------------- | --------------- |
| Costa Rica (Notimex)               | 1               |
| El Salvador (Notimex)              | 1               |
| Guatemala (Notimex)                | 1               |
| Honduras (Notimex)                 | 1               |
| Mexico Ballads (Notimex)           | 5               |
| Nicaragua (Notimex)                | 1               |
| Panamá (Notimex)                   | 5               |
| Perú (Notimex)                     | 1               |
| Puerto Rico (Notimex)              | 1               |
| Estados Unidos (Hot Latin Songs)   | 1               |
| Estados Unidos (Latin Pop Airplay) | 1               |
| Estados Unidos (Tropical Airplay)  | 1               |
| Venezuela (Record Report)          | 1               |

| Chart (2007)             | Máxima posición |
| ------------------------ | --------------- |
| Chile (Associated Press) | 7               |

| Chart (1998)                       | Posición |
| ---------------------------------- | -------- |
| U.S. Hot Latin Tracks (Billboard)  | 4        |
| U.S. Latin Pop Airplay (Billboard) | 1        |

### Posición en las listas
| Predecesor: «My Heart Will Go On» de Céline Dion | U.S. Billboard Hot Latin Tracks — Sencillo N°. 1 28 de febrero de 1998 - 13 de marzo de 1998 | Sucesor: «No sé olvidar» de Alejandro Fernández |

| Predecesor: «My Heart Will Go On» de Céline Dion      | U.S. Billboard Latin Pop Airplay — Sencillo N°. 1 (Primera vuelta) 28 de febrero de 1998 - 13 de marzo de 1998        | Sucesor: «My Heart Will Go On» de Céline Dion |
| Predecesor: «Te quiero tanto, tanto» de Onda Vaselina | U.S. Billboard Latin Pop Airplay — Sencillo N°. 1 (Segunda vuelta) 5 de septiembre de 1998 - 11 de septiembre de 1998 | Sucesor: «Perdido sin ti» de Ricky Martin     |

| Predecesor: «Mi mayor venganza» de La India | U.S. Billboard Tropical Airplay — Sencillo N°. 1 28 de febrero de 1998 - 6 de marzo de 1998 | Sucesor: «El frío de tu adiós» de Olga Tañón |

## Historial de lanzamientos
| País           | Fecha                  | Formato             | Etiqueta    | Ref.  |
| -------------- | ---------------------- | ------------------- | ----------- | ----- |
| México         | 8 de diciembre de 1997 | Estreno televisivo  | Sony México |       |
| Estados Unidos | 12 de enero de 1998    | Estreno radiofónico | Sony Latin  |       |
|                | 2 de diciembre de 1998 | CD sencillo         | Columbia    | [ 9 ] |